# كاسيمير سيملين
كاسيمير سيملين (1853 – 27 أغسطس 1924) هو مبارز بالسيف فرنسي راحل، مثّل بلاده في الألعاب الأولمبية الصيفية 1900.

## روابط خارجية
كاسيمير سيملين على موقع أوليمبيديا (الإنجليزية)